# 同江市
同江市（どうこう-し）は中華人民共和国黒竜江省ジャムス市に位置する県級市。

## 地理
同江市は黒竜江省北東部、松花江と黒竜江の合流地点南岸（右岸）に位置する。東は撫遠市、南は富錦市及び饒河県、西は松花江をはさみ綏浜県、北は黒竜江を隔ててロシアのハバロフスクに接する。

## 歴史
旧来はホジェン語で「古い家」を意味する“拉哈蘇蘇”（ラハスス）”と称されていた。1906年（光緒32年）2月15日、吉林将軍の上奏により依蘭府の下に設置された臨江州を前身とする。州名は松花江と黒竜江の合流地点に位置したことより'よる。1909年（宣統元年）6月2日に臨江府に昇格し東北路道の管轄となった。中華民国成立後、1913年3月、臨江県に改編されたが、翌年2月に奉天省臨江県と同名であったことより同江県と改称された。
満洲国崩壊後は合江省管轄の同江県とされたが、1949年1月6日に東北行政委員会は同江県を廃止し富錦県に統合、同年6月に旧同江県は第十区（1955年に同江区と改称）とされた。1959年4月24日、黒龍江省人民委員会は富錦県同江区を撫遠県に移管することを決定し、同江区は同江鎮へと改称された。
1965年8月23日、国務院は撫遠県西部に再び同江県を設置することを決定、1985年1月以降はジャムス市の管轄となり、更に1987年7月24日に県級市に昇格し現在に至る。

## 行政区画
6鎮、2郷、2民族郷を管轄：
- 鎮：同江鎮、楽業鎮、三村鎮、臨江鎮、向陽鎮、青河鎮
- 郷：金川郷、銀川郷
- 民族郷：街津口ホジェン族郷、八岔ホジェン族郷

## 民族
漢族を主として、満族 、ホジェン族、朝鮮族、モンゴル族、回族、チワン族、トゥチャ族、シベ族の8つの少数民族が住む。

## 物産
鉱物にマンガン、鉄、クロム、ニッケル、亜鉛、チタン、バナジウム、ガリウム、ロジウム、石英岩、砂金などがある。野生動物にはCervus canadensis、クマ、イノシシ、ノロ、タイリクオオカミ、ウサギ、アジアアナグマなどがある。薬用植物はエゾウコギ、五味子、キキョウ、ヤドリギ、ソウジュツ、ミシマサイコなどがある。 特産品は主にダイズ、チョウザメ、サケ、ワラビ。

## 交通

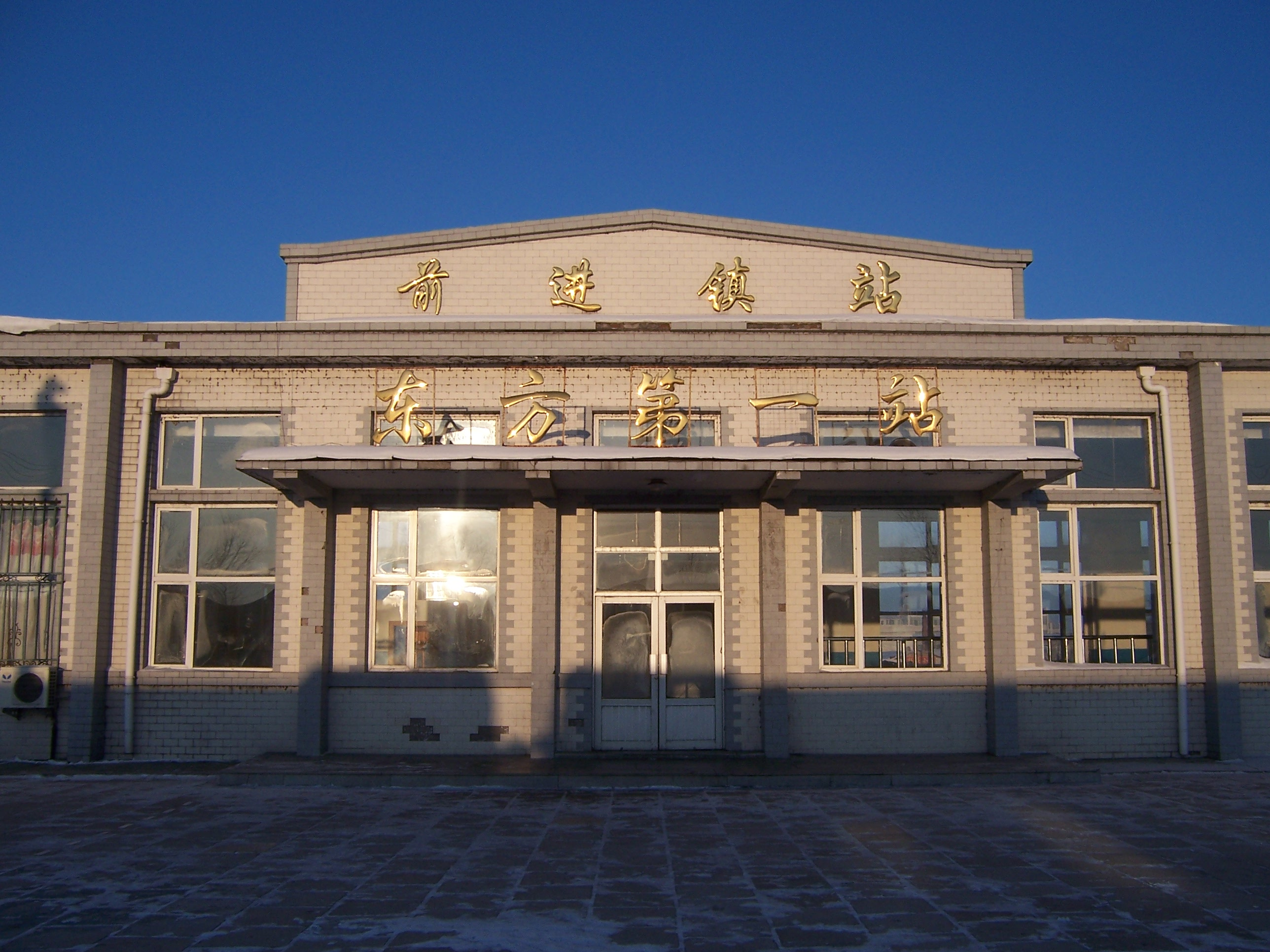
前進鎮駅

### 鉄道
- 中国国家鉄路集団
  - 中国鉄路ハルビン局集団公司
    - 福前線・前撫線（ジャムス方面）- 前進鎮駅（中国語版） - 洪河駅（中国語版） -（撫遠方面）
    - 向哈線（富錦方面）- 同江駅（中国語版）
- 同江鉄路大橋

### 道路
- 高速道路
  -  建黒高速道路
- 国道
  -  G221国道

## 健康・医療・衛生
- 同江市人民医院

## 名所・旧跡・観光スポット
- 三江口
- 街津口赫哲族聚居地